# شنوف و نووهو ییتشینا
شنوف و نووهو ییتشینا (به لاتین: Šenov u Nového Jičína) یک منطقهٔ مسکونی در جمهوری چک است که در ناحیه نووی ییتشین واقع شده‌است. شنوف و نووهو ییتشینا ۱۵٫۶۲ کیلومتر مربع مساحت و ۲٬۰۱۲ نفر جمعیت دارد و ۲۶۰ متر بالاتر از سطح دریا واقع شده‌است.